# Guerra tra Agrigento e Siracusa (446 a.C.)
La guerra tra Agrigento e Siracusa si svolse nella Sicilia greca, nel 446 a.C., e vide contrapposte le città di Akragas (Agrigento) e Syrakousai (Siracusa).
Intorno al 450 a.C., Ducezio era riuscito a prendere il potere e a rendersi sovrano dei Siculi. Contro di lui si schierò Agrigento presto seguita da Siracusa. Dopo la vittoria su di lui, si decise all'unanimità di esiliarlo a Corinto, suggellando, con questa mossa, la pace tra i Greci di Sicilia. Ma, dopo neanche cinque anni, le due città, un tempo alleate contro il nemico, si ritrovano l'una contro l'altra.

## Guerra
Secondo lo storico siceliota Diodoro Siculo, l'unico a menzionare questo conflitto tra gli scritti a noi rimasti, fu una sola la causa che originò questa guerra.
- Ducezio, che era stato esiliato a Corinto, radunò una folla di persone disposte a seguirlo per ritornare in Sicilia, prendendo come motivo di questo ritorno la fondazione della colonia di Kalè Aktè, nei pressi dell'attuale Caronia[1]. Così facendo ruppe tutti gli accordi che aveva stipulato coi Siculi, cercando di riacquistare il potere perduto.

Per questo gli Agrigentini invidiosi dei Siracusani e, al tempo stesso, da loro indispettiti per aver fatto rientrare Ducezio senza averli prima consultati, dichiararono a Siracusa guerra.
Le città sicule si schierarono a favore di una tra le contendenti. Con innumerevoli alleati da entrambe le parti, gli Agrigentini misero insieme un esercito grande tanto quanto quello siracusano.
Gli eserciti si accamparono presso il fiume Imera e, scontratisi, l'esercito siracusano trionfò riuscendo a uccidere più di mille agrigentini. Gli sconfitti inviarono ai vincitori degli ambasciatori per trattare la pace, che venne di nuovo ripristinata.

## Critica storica
Per molti storici è alquanto improbabile che due polis, prima unite da un accordo, si siano ritrovate nemiche dopo così poco tempo.
Per cercare di dare una spiegazione che differisca dalla versione dei fatti raccontata da Diodoro Siculo, varie sono le ipotesi:
- Alcuni[3] mettono in dubbio l'aiuto fornito da Siracusa per contrastare Ducezio (450 a.C. circa).
- Secondo altri[4] la vera causa di guerra non è stata la grazia concessa dai Siracusani, quanto piuttosto il suo rientro in Sicilia e la fondazione di una colonia. I Siracusani avrebbero passivamente acconsentito alla fondazione
- Altri[5] negano la veridicità di questa guerra e sostengono che sia stata Atene a promuovere la fondazione della colonia di Kalè Aktè per ottenere un posto d'importanza nei commerci del mar Tirreno.

Per molti storici, infine, l'unica e vera causa di questa guerra sta solo nell'invidia nei confronti dei Siracusani che, poco tempo prima, avevano trionfato nella spedizione nell'isola d'Elba e in Corsica e si erano guadagnati una posizione di primo ordine negli affari esteri, soprattutto quelli riguardanti il mar Tirreno. La grazia nei confronti di Ducezio sarebbe solo il "mascheramento pubblico" a quell'altro.